# 한민족종교회담
한민족종교회담(韓民族宗敎會談)은 민족종교의 통합과 음력 개천절의 부활로써 한국의 하느님사상을 되찾는 목적으로, 재단법인 선교(仙敎)가 주최하고 선교종단보존회(仙敎宗團保存會)에서 주관하여 2016년 11월 2일(1차 회담) 세종문화회관 예인홀에서 개최되었다. 본 회담에는 천지인사상연구소 안창범 교수, 국조단군봉안회 김호웅 전 회장, 선교종단(仙敎宗團)의 종정 박광의 원사, 대종교 이판암 대선사, 선우 문홍근, 죽봉 박천호 등 6개 종단의 인사가 참석했다. 음력 개천일을 부활하여 민족종교인이 하나되어 개천일을 기념하고, 나아가 민족종교의 통합으로 한국의 하느님사상을 되찾는 길을 열어가자는 논의와 함께 민족종교통합추진위원회의 지속적인 활동을 결의한 종교회담.

## 한민족종교회담의 취지

#### _ 기조연설
환기(桓紀) 9213년 시월상달 개천일(開天日)을 맞아 선교(仙敎) 환인집부회(桓因慹父會) 회장 박광의(朴光義) 원사(元師)는 환인상제의“생무생의 모든 것이 근원으로 회귀하는 귀원일체환시시 정회(正回)의 때에 달하였으니, 민족종교를 하나로 통합하여 한민족을 구원하고 나아가 인류구원에 초석이 되게 하라”교유를 받들어 천지인합일의 진정한 개천의 의미를 되새겼다. 환웅천왕이 신단수(神檀樹) 아래로 내려온 후 삼칠일을 기하여 하늘에 제사(祭天)하였다는 것은 개천(開天)은 제사의 형태로 이루어졌으며 그 제사의 대상은 한민족의 하느님 즉 환인상제(桓因上帝) 였음을 증명하는 것이므로 개천일의 행사는 "하느님께 올리는 천제"임을 상기해야 한다. 한민족의“홍익인간사상”은 온 인류를 하나로 아우를 수 있는 인류공영의 사상이므로 민족종교가 하나 되어 우리 한민족의 "하느님사상” 을 되찾는다면 한국의 민족종교는 남북통일을 이루어 낼 것이며, 나아가 전 세계를 아우르는 종교로 성장하게 될 것임을 설하였다.

## 한민족종교회담의 안건

#### _ 논의사항
제1안건, 민족종교의 대통합을 위한  민족종교통합추진위원회 발족.
 
제2안건, 음력 개천일 한민족의 하느님께 올리는 천제 공동집행.
 
제3안건, 민족종교의 대통합으로 환시개천하여 한민족 신성회복과 인류구원에 이바지.

제4안건, 종파를 초월하여 민족경전 천부경(天符經) 독송하며 집제.

## 민족종교통합을 위한 연구

### 《민족종교 통합연구》
_ 안창범(安昶範, 1933~ ) : 천지인사상연구소(天地人思想硏究所) 안창범(安昶範) 교수는 천지인(天地人)이 공동작용하는 도교 · 유교 · 불교 통합의 근거를 제시하며, 최치원(崔致遠)의 난랑비서(鸞郞碑書)의 실내포함삼교(實乃包含三敎)란 선교(仙敎)에서 도유불(道儒佛)이 나왔다는 것임을 피력하고 신앙은 국가통일의 저력이며 남북통일의 저력이므로 천지인일체사상을 근간으로 하느님사상을 되찾고 민족종교를 통합해야함을 강조했다. 안창범 교수는 민족종교 통합방법으로 환인 · 환웅 · 단군 삼성참배, 태고사회복, 삼성(三聖)의 유적과 유물을 찾아내는 일이 민족종교인의 공동과제이며, 민족주체사상의 강화를 위해 숭배대상을 한얼님 · 한울님 · 상제님 등으로 불리는 한민족의 '하느님'으로 통일하자는 연구 발표.

### 《桓因과 桓仁》
_ 박광의(朴光義, 1967~ ) : 선교종단(仙敎宗團) 종정(宗正) 박광의(朴光義) 원사는 한민족 하느님사상을 되찾기 위해서는 천제(天帝) · 상제(上帝) · 제석(帝釋) · 하느님으로 불리는 "환인(桓因)"과 환국의 7대 환인에 전하는 "환인(桓仁)"의 차이에 대한 고찰과 한민족의 하느님 환인(桓因)을 마고의 후손으로 계보를 논하는 것을 한국 선사(仙史)의 왜곡이라는 지적과 함께 한국 하느님사상의 연구에 대해 발표.

### 《개천일의 유래와 계승》
_ 김호웅(金호웅, 1936~ ) : 한민족의 국조는 환웅천황의 아들인 단군왕검이다. 단군왕검의 고조선은 2096년간 계속됐으며 중국과 일본은 우리 한민족에서 분가한 나라이다. 개천절이 경축일로 제정된 것은 1909년 중창된 나철의 대종교에 의해서인데, 상해대한민국임시정부에서도 그대로 이어졌고, 8.15 해방후에도 이를 계승해 개천절을 국경일로 제정해 해마다 기념하고 있다. 우리 민족은 예부터 음력 10월을 상달이라 부르며 1년 농사를 마감하고 수확한 곡식으로 감사하는 제천의식을 거행해 왔다. 고구려의 동맹, 부여의 영고, 예맥의 무천 등으로 확인되는 역사적 사실이다. 이후 고려나 조선시대에서도 국난 때마다 단군신앙이 부활되고 사당이 건립된 것으로 개천의식의 계승을 확인할 수 있는 바, 개천절의 의미를 되새기고 민족종교가 통합하여 개천대제를 지내는 것은 한국인의 사명이라는 주장을 함.

## 한민족종교회담 시사자료
한국종교협의회, 세계일보, 뉴스와이어, 종교신문, 한겨레신문 등.